# Ballard’s Green
Ballard’s Green – wieś w Anglii, w hrabstwie Warwickshire. Leży 26 km na północ od miasta Warwick i 151 km na północny zachód od Londynu.